# Serica
Genre
Serica est un genre d'insectes coléoptères de la famille des Scarabaeidae, de la sous-famille des Sericinae ou des Melolonthinae selon les classifications et de la tribu des Sericini.
Notes :
- les Sericinae étaient anciennement considérés comme une sous-famille des Melolonthidae
- dans certaines classifications[1], la tribu Sericini est considérée synonyme de la sous-famille Sericinae et de la famille Sericidae.

## Description

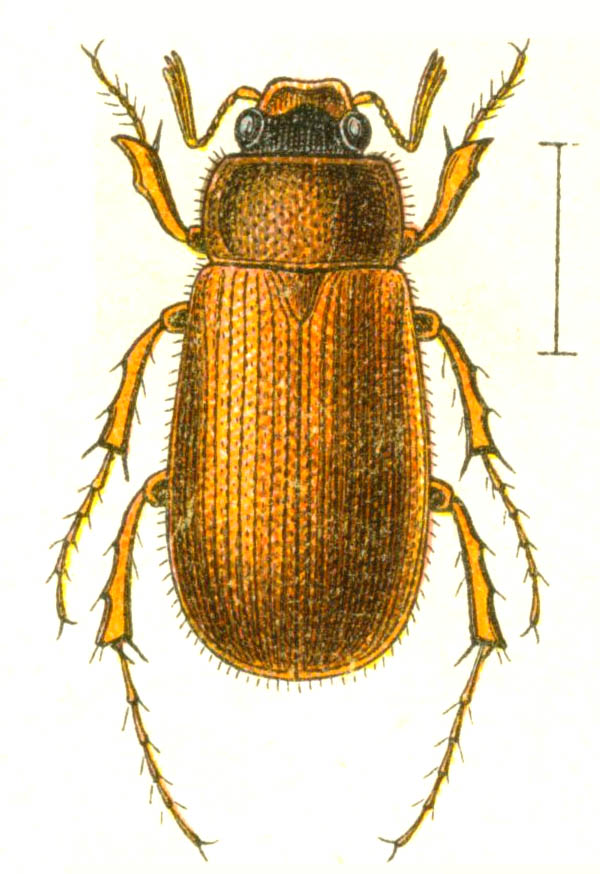
Serica brunnea décrit par Linné en 1758

D'après Fauna Europaea, une seule espèce en Europe : Serica brunnea.